# 한국전기화학회
한국전기화학회는 사회일반의 이익을 공여하기 위하여 민법 제32조의 규정에 따라 전기화학에 관한 학문과 과학기술의 진보발전을 도모하여 국가의 전기화학 관련 기술·산업 발전에 기여할 목적으로 1998년 5월 30일 설립허가된 대한민국 미래창조과학부 소관의 사단법인이다. 사무실은 서울특별시 동대문구 왕산로 122, 1715호 (용두동, 한방천하포스빌)에 있다.